# Ancylobotrys
Ancylobotrys es un género de plantas con flores con trece especies perteneciente a la familia Apocynaceae.

## Taxonomía
El género fue descrito por Jean Baptiste Louis Pierre y publicado en Bulletin Mensuel de la Société Linnéenne de Paris (sér. 2) 1: 91. 1898.

## Especies
- Ancylobothrys amoena
- Ancylobothrys brevituba
- Ancylobothrys capensis
- Ancylobothrys gabonensis
- Ancylobothrys mammosa
- Ancylobothrys petersiana
- Ancylobothrys pyriformis
- Ancylobothrys reticulata
- Ancylobothrys robusta
- Ancylobothrys rotundifolia
- Ancylobothrys scandens
- Ancylobothrys tayloris
- Ancylobothrys trichantha